# Campbell Lane
Campbell Francis Lane (* 15. Juli 1935; † 30. Januar 2014 in Vancouver) war ein kanadischer Schauspieler.
Lane war als Schauspieler vor allem in seiner kanadischen Heimat, im Besonderen in Vancouver, zu sehen. Daneben spielte er in zahlreichen Fernsehserien und Werbespots und war als Synchronsprecher aktiv.

## Filmografie (Auswahl)
- 1976: Revenge for a Rape
- 1993: In einer kleinen Stadt (Needful Things)
- 1994: Akte X – Die unheimlichen Fälle des FBI (The X-Files, Fernsehserie, eine Folge)
- 1998: Agent Nick Fury – Einsatz in Berlin (Nick Fury: Agent of S.H.I.E.L.D., Fernsehfilm)
- 2008: Stargate: Continuum